# Abdel Akram al-Saqqa
Abdel Akram al-Saqqa (arabe : عبد الأكرم أمين السقا, également transcrit Abd al-Akram al-Sakka ou Abdul-Akram Siqa) est un théologien syrien, adepte de la non-violence et de la résistance pacifique, né à Daraya en 1944. Il a fondé une école d'enseignement religieux et séculier et l'institut Anas Ben Malik à Daraya, où il est à l'origine de nombreux projets de développement, d'enseignement, d'éducation et caritatifs. Le 15 juillet 2011, il est arrêté par les services de la sûreté du régime syrien, et est porté disparu depuis lors.

## Biographie

### Enseignement et influence
Abdel Akram al-Saqqa est un imam appartenant au courant moderniste et éclairé, proche du courant de pensée développé par Jawdat Said, surnommé le « Gandhi syrien », et inspirateur du Mouvement syrien pour la non-violence.
En 1990, il fonde une école secondaire et l'institut Anas Ben Malik. Ses élèves sont surnommés les akramiyin, d'après son prénom. Leur action provoque un mouvement d'ouverture dans la ville de Daraya. Il encourage les filles à étudier et aller à l'université. Abdel Akram al-Saqqa considère que l'éducation est prioritaire pour la population. Des séances de discussion sont organisées à la mosquée Annas, qui devient un lieu d'enseignement (la lecture y est enseignée aux femmes analphabètes), de réflexion, et d'interprétation des règles religieuses, sans se limiter à l'enseignement du Coran. Une grande bibliothèque est ouverte à tous et les réunions sont publiques. Des ouvrages de Jawdat Said et d'autres ouvrages, interdits par la censure, y sont lus. Jawdat Said leur rend visite régulièrement et al-Saqqa introduit ses élèves auprès de lui,.
Une école de pensée musulmane réformée et éclairée voit peu à peu le jour, prônant un sunnisme d'échange et de tolérance. Défendant une vision ouverte de la religion qui lui vaut la désapprobation d'autres cheikhs, plus traditionalistes, ainsi que d'une partie de la population. Il rejette par exemple l'idée que la femme soit impure pendant ses règles et émet une fatwa l'autorisant à entrer dans la mosquée et à toucher le Coran en toute circonstance. Il encourage les jeunes femmes à étudier, et affirme que leur éducation doit les rendre libres de leurs choix de vie, dont celui de porter ou non le voile ou de leur mariage.
En 1998, une vingtaine de jeunes, 13 jeunes hommes et 10 jeunes femmes, sont interdits d'entrée dans la mosquée car leur discussion s'est trop approchée de sujets en lien avec un changement social, ce qui est inacceptable sous l'État autoritaire. Ils se réunissent à l'extérieur, et poussés par l’État policier et le conformisme religieux, forment le groupe Daraya chababs (les jeunes de Daraya). Le mouvement, ne compte que quelques personnes au début, parmi lesquels Yahia Shurbaji, Amina Khoulani, Mohammad Shehadeh, Haytham al-Hamoui, Moataz Mourad et Osama Nassar, Youmna Barakat,,. Au fil des années, le groupe grandit et compte près de 500 élèves, dont certains fondent une école et enseignent à leur tour. Ils reprennent à leur compte le verset du Coran qui dit « Jusqu'à ce que vous changiez ce qui est en vous-même», verset qui rend l'individu responsable de son propre destin. Les jeunes de Daraya organisent des activités culturelles mais aussi sociales et collectives, pour prendre en main ce qui est à changer autour d'eux, ils nettoient par exemple les rues de la ville en 2002.

### Militantisme et emprisonnements
Amina Khoulani écrit : « Abdel Akram al-Saqqa insistait sur la nécessité de créer des institutions qui ne soient pas liées à une personne en particulier. Nous prenions toutes nos décisions en votant ». Après le décès d'Hafez el-Assad, il reçoit l'injonction, comme tous les dignitaires religieux, de faire réciter le Coran durant 3 jours depuis le minaret de sa mosquée, et également de faire l'éloge du président décédé, lors de son sermon du vendredi.

« Il a réuni tous ses disciples, femmes et hommes confondus, pour discuter de cette injonction. Il a proposé que nous votions pour ou contre, tout en précisant que, s'il nee s'éxécutait pas, il serait arrêté et l'institut serait fermé. Nous savions que Hafez el-Assad était un tyran, nous avions appris à ne pas nous dérober, à dire ce que nous pensions. Nous étions des pacifistes : nos voix et nos opinions étaient nos seules armes. Nous venions  de passer un film sur Gandhi (...) , lors du vote, nous avons tous pensé à la résistance pacifique de Gandhi. Nous avons voté contre. Abdel Akram al-Saqqa ne s'est donc pas plié à l'ordre qui lui avait été donné (...). Immédiatement après son sermon, il a été arrêté par la Sûreté et n'a été libéré que six mois plus tard. »

— Amina  Khoulani
Pendant son emprisonnement, ses élèves, dont Amina Kholani, sont responsables de l'institut. Après sa libération, le groupe est mis à l'écart de l'enseignement et l'institut saisi. Les enseignants sont remplacés par des qubaysyat, prédicatrices proches du pouvoir d'un courant sunnite rigoriste.
Al-Saqqa est emprisonné à trois reprises en 2002 et 2003. Des cheiks conservateurs (également appelés « cheikhs officiels » ou « cheikhs du pouvoir ») auraient coopéré avec les autorités syriennes, dont ils sont réputés proches, pour l'arrestation d'al-Saqqa.
En avril 2003, à l'occasion de l'intervention militaire en Irak, les cheikhs officiels, en coordination avec les services de renseignements, manipulent un groupe de jeune gens de Daraya pour les inciter à participer à des attentats-suicides en Irak. Le mufti de Syrie, proche du pouvoir, a même prononcé une fatwa en faveur du djihad en Irak. Les jeunes de Daraya étant opposés à l'intervention américaine également, ils se sentent en sécurité et organisent un rassemblement silencieux le 9 avril à Daraya, qui compte 200 personnes. Mais le régime s'inquiète de cet élan populaire. D'autant que les jeunes de Daraya sont opposés au fait de tuer et d'utiliser la violence, ils organisent donc des campagnes pacifiques et distribuent des tracts pour affirmer que la violence n'est pas une solution, et qu'au lieu d'aller se suicider en Irak, les jeunes devraient s'occuper de leurs vies en Syrie. Moins d'un mois après la manifestation, le 4 mai, Abdel Akram al-Saqqa et 26 militants à l'origine de la manifestation sont arrêtés puis emprisonnés pour « tentative de renversement du système »,. Certains sont relâchés et d’autres sont emprisonnés trois ou quatre ans à la prison militaire de Saïdnaya, al-Saqqa y passe 9 mois.

### Dernière disparition forcée et décès
Abdel Akram Al-Saqqa est arrêté chez lui par l'un des services de renseignement le 15 juillet 2011, sa famille reste sans nouvelle de lui. Il n'a jamais critiqué ouvertement le pouvoir et aucune raison n'a été donnée pour son arrestation. Après plus de 13 années de disparition forcée, le 20 août 2024, sa famille obtient un certificat de décès du bureau d'état civil de la ville de Daraya, indiquant une date de décès remontant au 3 novembre 2014, sans aucune autre information, ni cause du décès.